# Grevena
Grevena (în greacă Γρεβενά, în aromână Grebini) este un oraș în prefectura Grevena, regiunea Macedonia de Vest, Grecia.